# Gabón en los Juegos Paralímpicos de Pekín 2008
Gabón estuvo representado en los Juegos Paralímpicos de Pekín 2008 por un deportista masculino. El equipo paralímpico gabonés no obtuvo ninguna medalla en estos Juegos.